# Parigné-sur-Braye
Parigné-sur-Braye è un comune francese di 762 abitanti situato nel dipartimento della Mayenne nella regione dei Paesi della Loira.

## Società

### Evoluzione demografica
Abitanti censiti